# AHL All-Star Classic
Das American Hockey League All-Star Classic ist ein Eishockey-Freundschaftsspiel der besten und beliebtesten Spieler der nordamerikanischen Profiliga American Hockey League, das erstmals im Jahr 1942 ausgetragen wurde. Im derzeitigen Format tritt das AHL Western Conference All-Star Team gegen dasjenige der AHL Eastern Conference All-Star Team an.

## Geschichte
Das damals noch AHL All-Star Game genannte Spiel wurde erstmals am 3. Februar 1942 veranstaltet, als in Cleveland im US-Bundesstaat Ohio ein Team der Eastern Conference auf ein Team der Western Conference traf, das der Osten knapp mit 5:4 gewann. Bis zur zweiten Austragung dauerte es allerdings zwölfeinhalb Jahre, als im Oktober 1954 ein All-Star-Team der Liga auf den amtierenden Calder-Cup-Sieger, die Cleveland Barons, traf. In den folgenden Jahren bis 1959 wurde die Veranstaltung regelmäßig in diesem Format abgehalten. Da der Austragungszeitpunkt aber öfters zwischen Oktober und Januar – also zu Saisonbeginn oder Saisonmitte – schwankte, kam es vor, dass innerhalb eines Kalenderjahres zwei Spiele stattfanden, dann aber eine längere Pause folgte. Das All-Star Game des Jahres 1959 war zugleich das letzte für die nächsten 36 Jahre.
Erst zur Saison 1994/95, als die NHL-Saison aufgrund eines Lockouts erst verspätet begonnen hatte, führte die Ligaleitung das Benefizspiel wieder ein. Im Providence Civic Center traf ein kanadisches auf ein US-amerikanisches All-Star-Team, welches die Kanadier mit 6:4 gewannen. Seitdem ist das Spiel ein fester Teil des Saisonkalenders und wird zumeist an einem Wochenende zum Ende des Januars oder Anfang des Februars veranstaltet. Seit 1996 wird zudem eine sogenannte Skills Competition abgehalten, bei der die Spieler ihre einzelnen Fähigkeiten – wie Schnelligkeit, Schusskraft und Schusspräzision – miteinander vergleichen. 1997 erfolgte schließlich die Umbenennung in die derzeitige Bezeichnung All-Star Classic und die Einführung des Formats, bei dem eine kanadische Auswahl auf eine Formation bestehend aus US-Amerikanern und Europäern trifft. Dieses Format wurde zur Austragung 2011 geändert, sodass nun ein Team der Western Conference auf eines der Eastern Conference trifft.
Im Rahmen des All-Star Classic erfolgt seit 2006 die Aufnahme der neuen Mitglieder in die seitdem bestehende AHL Hall of Fame.

## Austragungen

Logo des AHL All-Star Classic 2009

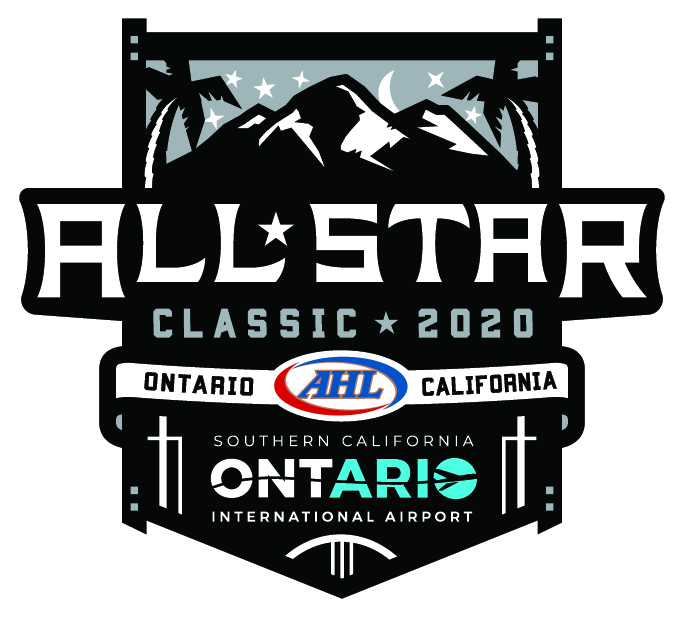
Logo des AHL All-Star Classic 2020

| Jahr                                    | Sieger                      | Ergebnis    | Verlierer                   | All-Star Game MVP             | Austragungsort                        | Gastgeber                      |
| --------------------------------------- | --------------------------- | ----------- | --------------------------- | ----------------------------- | ------------------------------------- | ------------------------------ |
| 1942                                    | East All-Stars              | 5:4         | West All-Stars              | –                             | Cleveland Arena                       | Cleveland Barons               |
| keine Austragung zwischen 1943 und 1953 |                             |             |                             |                               |                                       |                                |
| 1954                                    | AHL All-Stars               | 7:3         | Cleveland Barons            | –                             | Hershey Sports Arena                  | Hershey Bears                  |
| 1956                                    | AHL All-Stars               | 4:4         | Pittsburgh Hornets          | –                             | Duquesne Gardens                      | Pittsburgh Hornets             |
| 1956                                    | Providence Reds             | 4:0         | AHL All-Stars               | –                             | Rhode Island Auditorium               | Providence Reds                |
| 1957                                    | AHL All-Stars               | 5:2         | Cleveland Barons            | –                             | Rochester War Memorial                | Rochester Americans            |
| 1959                                    | Hershey Bears               | 5:2         | AHL All-Stars               | –                             | Hershey Sports Arena                  | Hershey Bears                  |
| 1959                                    | Springfield Indians         | 8:3         | AHL All-Stars               | –                             | Eastern States Coliseum               | Springfield Indians            |
| keine Austragung zwischen 1960 und 1994 |                             |             |                             |                               |                                       |                                |
| 1995                                    | Canadian All-Stars          | 6:4         | US All-Stars                | Ralph Intranuovo              | Providence Civic Center               | Providence Bruins              |
| 1996                                    | US All-Stars                | 6:5         | Canadian All-Stars          | Wes Walz                      | Hersheypark Arena                     | Hershey Bears                  |
| 1997                                    | World                       | 3:2 (OT/SO) | Canadian All-Stars          | Tomáš Vokoun                  | Harbour Station                       | Saint John Flames              |
| 1998                                    | Canadian All-Stars          | 11:10       | PlanetUSA                   | Peter Zezel                   | Onondaga County War Memorial          | Syracuse Crunch                |
| 1999                                    | PlanetUSA                   | 5:4 (OT/SO) | Canadian All-Stars          | Jean-Marc Pelletier           | First Union Center                    | Philadelphia Phantoms          |
| 2000                                    | Canadian All-Stars          | 8:3         | PlanetUSA                   | Martin Brochu                 | Blue Cross Arena at the War Memorial  | Rochester Americans            |
| 2001                                    | Canadian All-Stars          | 11:10       | PlanetUSA                   | John Slaney                   | First Union Arena at Casey Plaza      | Wilkes-Barre/Scranton Penguins |
| 2002                                    | Canadian All-Stars          | 13:11       | PlanetUSA                   | Mike Craig                    | Mile One Stadium                      | St. John’s Maple Leafs         |
| 2003                                    | Canadian All-Stars          | 10:7        | PlanetUSA                   | Jon Sim                       | Cumberland County Civic Center        | Portland Pirates               |
| 2004                                    | Canadian All-Stars          | 9:5         | PlanetUSA                   | Mike Zigomanis                | Van Andel Arena                       | Grand Rapids Griffins          |
| 2005                                    | PlanetUSA                   | 5:4 (SO)    | Canadian All-Stars          | Tomáš Plekanec                | Verizon Wireless Arena                | Manchester Monarchs            |
| 2006                                    | Canadian All-Stars          | 9:4         | PlanetUSA                   | Yann Danis Wade Flaherty      | MTS Centre                            | Manitoba Moose                 |
| 2007                                    | PlanetUSA                   | 7:6         | Canadian All-Stars          | Brett Sterling                | Ricoh Coliseum                        | Toronto Marlies                |
| 2008                                    | Canadian All-Stars          | 9:8 (SO)    | PlanetUSA                   | Teddy Purcell                 | Broome County Veterans Memorial Arena | Binghamton Senators            |
| 2009                                    | PlanetUSA                   | 14:11       | Canadian All-Stars          | Jared Ross                    | DCU Center                            | Worcester Sharks               |
| 2010                                    | Canadian All-Stars          | 10:9 (SO)   | PlanetUSA                   | Tyler Ennis                   | Cumberland County Civic Center        | Portland Pirates               |
| 2011                                    | Eastern All-Stars           | 11:8        | Western All-Stars           | Bobby Butler                  | Giant Center                          | Hershey Bears                  |
| 2012                                    | Western All-Stars           | 8:7 (SO)    | Eastern All-Stars           | Ben Bishop                    | Boardwalk Hall                        | –                              |
| 2013                                    | Western All-Stars           | 7:6         | Eastern All-Stars           | Ryan Hamilton                 | Dunkin’ Donuts Center                 | Providence Bruins              |
| 2014                                    | AHL All-Stars               | 7:2         | Färjestad BK                | Brandon Pirri                 | Mile One Centre                       | St. John’s IceCaps             |
| 2015                                    | Western All-Stars           | 14:12       | Eastern All-Stars           | Charles Hudon Jacob Markström | Utica Memorial Auditorium             | Utica Comets                   |
| 2016                                    | Central Division All-Stars  | 4:0 1       | Atlantic Division All-Stars | Pat Cannone                   | Oncenter War Memorial Arena           | Syracuse Crunch                |
| 2017                                    | Central Division All-Stars  | 1:0 (SO) 1  | Atlantic Division All-Stars | Taylor Leier                  | PPL Center                            | Lehigh Valley Phantoms         |
| 2018                                    | North Division All-Stars    | 1:0 1       | Pacific Division All-Stars  | C. J. Smith                   | Adirondack Bank Center                | Utica Comets                   |
| 2019                                    | North Division All-Stars    | 1:0 (SO) 1  | Atlantic Division All-Stars | Drake Batherson               | MassMutual Center                     | Springfield Thunderbirds       |
| 2020                                    | Atlantic Division All-Stars | 3:1         | Central Division All-Stars  | Vítek Vaněček                 | Toyota Arena                          | Ontario Reign                  |
| 2021 und 2022 keine Austragung          |                             |             |                             |                               |                                       |                                |
| 2023                                    | Pacific Division All-Stars  | 1:0         | Atlantic Division All-Stars | Dustin Wolf Lukáš Dostál      | Place Bell                            | Rocket de Laval                |
| 2024                                    | Pacific Division All-Stars  | 3:2         | Atlantic Division All-Stars | Arshdeep Bains                | Tech CU Arena                         | San Jose Barracuda             |
| 2025                                    | Central Division All-Stars  | 2:1 (SO)    | Atlantic Division All-Stars | Kevin Korchinski              | Acrisure Arena                        | Coachella Valley Firebirds     |
| 2026                                    |                             |             |                             |                               | BMO Center                            | Rockford IceHogs               |